# Jariv Levin
Jariv Levin (hebrejsky יריב לוין‎, narozen 22. června 1969) je izraelský politik a poslanec za stranu Likud. V letech 2020–2021 a krátce v prosinci 2022 byl předseda Knesetu. Byl krátce ministrem vnitřní bezpečnosti (2015) a dále ministrem turismu (2015–2020) a ministrem absorpce imigrantů (2018–2019/20). V šesté vládě Benjamina Netanjahua byl jmenován místopředsedou vlády a ministrem spravedlnosti (2022–).
Coby ministr spravedlnosti představil kontroverzní soudní reformu, kterou izraelský parlament schválil v červenci 2023. Schválený zákon omezoval pravomoci Nejvyššího soudu ve prospěch vlády. Proti reformě stála opozice a konaly se pravidelné demonstrace, kterých se účastnily desítky tisíc občanů. Opoziční politici podali proti zákonu žalobu k Nejvyššímu soudu. Ten klíčovou část zákona zrušil v lednu 2024. V lednu 2025 představil novou verzi justiční reformy. Šlo o kompromisní znění, které ovšem stále posilovalo moc vlády nad soudní mocí. Vládě také návrh zákona přiznával nové možnosti, jak zamezit Nejvyššímu soudu rušit zákony. Kritici tak stále mluvili o politizaci soudní moci.

## Biografie
Narodil se 22. června 1969 v Izraeli. Vysokoškolské vzdělání právnického směru získal na Hebrejské univerzitě. Žije ve městě Modi'in-Makabim-Re'ut, je ženatý, má tři děti. Hovoří hebrejsky a arabsky. Sloužil v izraelské armádě, kde působil ve zpravodajských jednotkách jako tlumočník do arabštiny a velel tlumočnickému armádnímu kurzu. Jeho tchánem je bývalý poslanec Knesetu Ja'akov Šamaj.

## Politická dráha
Působil jako právník. Zasedal v představenstvu společnosti Company for the Development of East Jerusalem, byl místopředsedou izraelské asociace právníků (Israel Bar Association). Ve městě Modi'in-Makabim-Re'ut předsedal místní organizaci strany Likud. Kromě toho byl členem ústředního výboru strany. Už na vysoké škole působil coby vicepředseda studentské organizace Likudu na Hebrejské univerzitě.
Do Knesetu nastoupil po volbách roku 2009, ve kterých kandidoval za stranu Likud. Od roku 2009 v Knesetu předsedá výboru House Committee, je členem výboru pro překlady a výboru pro ústavu, právo a spravedlnost.
Poslanecký mandát obhájil rovněž ve volbách v roce 2013 a volbách v roce 2015. V květnu 2015 zastával ve čtvrté Netanjahuově vládě post ministra vnitřní bezpečnosti a od května 2015 do května 2020 rovněž působil jako ministr turismu.
Od roku 2023 blokoval jmenování soudce Jicchaka Amita předsedou Nejvyššího soudu. Kvůli tomu se v říjnu 2023 stal pověřeným předsedou soudu Uzi Vogelman. Ten byl pověřen až do dosažení sedmdesáti let věku v říjnu 2024. Levin v té době navrhl, že kvůli válce jmenuje výjimečně na roční funkční období předsedou soudu konzervativního soudce Josefa Elrona. Sám Vogelman toto nestandardní řešení ale zamítl. Procedurálně tak pověření vedení Nejvyššího soudu přešlo na Amita. Levin ovšem nadále blokoval jeho jmenování. Již v září 2024 Nejvyšší soud publikoval rozhodnutí, podle kterého měl Levin coby ministr spravedlnosti zahájit proces volby předsedy Nejvyššího soudu. Tato pozice byla už rok neobsazená. Stejně tak byla neobsazená křesla dvou soudců soudu, kteří odešli do důchodu. Levin tvrdil, že místa neobsadil z ohledu na mimořádné okolnosti, které vypukly v říjnu 2023. Jeho kritici ovšem varovali, že se ministr snaží místa u soudu zpolitizovat. V srpnu 2024 navíc vláda znovu začala mluvit o potřebnosti své justiční reformy na oslabení Nejvyššího soudu. Soustavně také vykonávali nátlak na nejvyšší státní žalobkyni Gali Baharavovou-Miarovou, která vládě oponovala. V prosinci 2024 Nejvyšší soud vydal verdikt, ve kterém uvedl, že ministr Levin nesplnil nařízení uložená soudem. Ministrovi uložil poslední termín na zahájení volby předsedy Nejvyššího soudu do 16. ledna 2025. Levin následně označil soudce Nejvyššího soudu za „diktátory, kteří zavádí soudní diktaturu“. V lednu se v médiích objevily zprávy, že Amit neupozornil Nejvyšší soud na své zájmy v některých občanskoprávních přelíčeních. To podle kritiků mohlo znamenat střet zájmů. Levin situace využil, aby požádal o prodloužení termínu jmenování do prošetření podezření. Nicméně policie ani nejvyšší státní žalobkyně Gali Baharavová-Miarová neshledali obvinění za důvodná a nezahájili vyšetřování. Levinovi byl přesto Nejvyšším soudem termín prodloužen o deset dní. Po vypršení prodloužené lhůty Levin umožnil jmenování Amita předsedou Nejvyššího soudu. Dodal ale, že ho coby předsedu neuznává.
V březnu 2025 izraelský parlament schválil zákon, který rozšiřuje pravomoci volených zástupců při jmenování soudců, a to navzdory masovým protestům proti snahám vlády prosadit tyto změny v soudnictví. Podle opozičních stran zákon podřídí soudce vůli politiků.
V srpnu 2025 Netanjahuova vláda jednomyslně odvolala Gali Baharavovou-Miarovou z funkce. Rozhodnutí okamžitě pozastavil Nejvyšší soud, který rozhodne o legitimitě odvolání. Krátce poté Levin nechal vyměnit zámky v telavivské kanceláři nejvyšší státní zástupkyně, což vyvolalo protesty. Při jednom z protestů aktivisté symbolicky uzamkli bránu do komplexu budov, ve kterém Levin bydlí.